# 库恩·贝拉

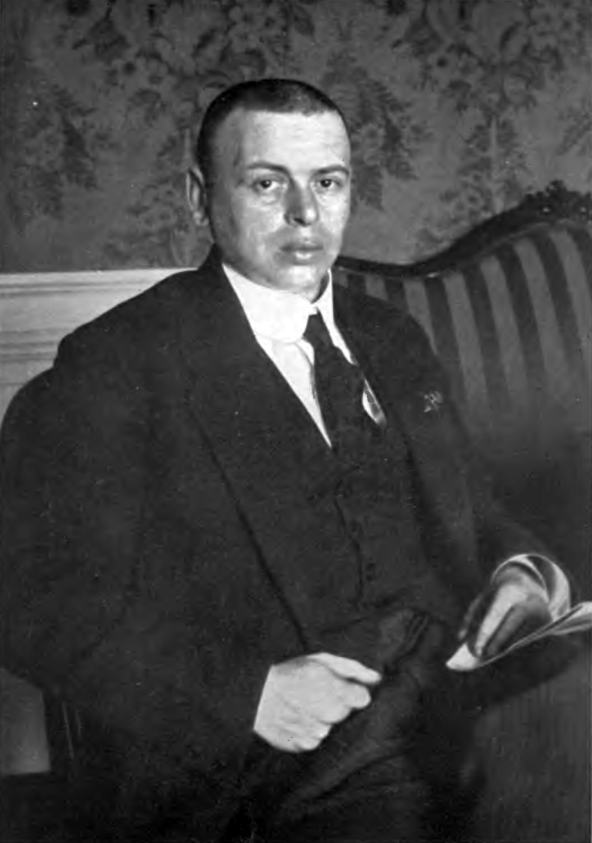
库恩·贝拉

库恩·贝拉（匈牙利語：Kun Béla；1886年2月20日—1939年11月30日），匈牙利共产主义革命家，犹太人，匈牙利国共产党和匈牙利苏维埃共和国的主要缔造者和领导人。

## 生平
1886年2月20日，库恩出生于奥匈帝国统治下的特兰西瓦尼亚萊勒（今属罗马尼亚）。他在1902年参加了匈牙利社会民主党，是特兰西瓦尼亚地区工人运动的主要领导人之一。1914年，被征入伍参加第一次世界大战，1916年被俄国军队俘虏，关押在托木斯克战俘营。在战俘营中，他成为了一名布尔什维克。
1917年底，库恩前往圣彼得堡，和列宁见面。1918年春，库恩组织了俄国共产党（布尔什维克）匈牙利共产主义小组，向匈牙利战俘传播列宁的革命思想。1918年5月，库恩担任俄共（布）外国中央同盟主席，组织国际纵队参加俄国内战。11月中旬，库恩秘密潜回匈牙利，希望利用奥匈帝国崩溃的机会，在匈牙利组织革命。
1918年11月24日，在库恩的领导下，匈牙利国共产党在布达佩斯成立。不久，卡罗伊·米哈伊的匈牙利政府对共产党展开搜捕，库恩被捕入狱。但之后匈牙利局势急转直下。3月20日，协约国向匈牙利政府提出最后通牒，要求匈牙利在4月1日以前，割让三分之二领土，以在匈牙利和罗马尼亚之间建立一个缓冲区。卡罗利无法接受此要求，宣布下台，将政权交给匈牙利社会民主党。1919年3月21日，执政的匈牙利社会民主党同匈牙利国共产党合并为匈牙利国社会党，匈牙利共产党人取得国家的掌控权。同日，匈牙利苏维埃共和国宣布成立，库恩出任外交人民委员，成为该政权实际上的领导人。从4月开始，罗马尼亚和捷克斯洛伐克军队开始围攻匈牙利，原社会民主党人很快动摇，转而与匈牙利共产党人决裂。8月1日，匈牙利苏维埃共和国政府辞职，革命失败，8月3日羅馬尼亞軍隊佔領布達佩斯，苏维埃政权瓦解。库恩流亡奥地利，被捕后被释放回俄国。
1920年，库恩参与领导了红军对彼得·弗蘭格爾的战斗，被任命为克里米亚革命委员会主席。1921年至1923年间，在乌拉尔地区担任党政领导工作。1924年，库恩再次潜回奥地利，重建匈牙利国共产党。1928年，他在奥地利再次被捕，引渡回苏联。在1930代的大清洗中，库恩被关进集中营，后在科穆纳尔卡射击场被处决。对于他被处决的时间至今仍有争论，按《大英百科全书》为1939年11月30日。